# Шрётер, Гюнтер
Гю́нтер Шрётер (нем. Günter Schröter; 3 мая 1927, Бранденбург-ан-дер-Хафель, Бранденбург — 10 февраля 2016, Берлин) — восточногерманский футболист и футбольный тренер, играл на позиции нападающего.

## Биография

### Клубная карьера
В 1950 году присоединился к дрезденскому «Динамо», выступавшему в Оберлиге. В сезоне 1950/51 «Динамо» занял 4-е место в чемпионате ГДР, а Шрётер стал вторым бомбардиром лиги с 32 голами, уступив первое место Йоханнесу Шёну с 38 голами. В последующие годы он стал одним из лидеров команды, с которой в 1952 году выиграл Кубок ГДР, а в следующем году чемпионский титул.
В ноябре 1954 году была проведена реорганизация дрезденского «Динамо», которое было отправлено в Берлин. Это было связано с тем, что руководство ГДР хотело создать в Берлине команду, поскольку в Западном Берлине была берлинская «Герта». За берлинское «Динамо» Шрётер играл в течение девяти сезонов, сыграв за берлинцев в чемпионате 192 матча и забил 68 голов.

### Карьера в сборной
За сборную ГДР сыграл 39 матчей, в которых забил 14 голов. 23 мая 1962 года в товарищеском матче со сборной Дании оформил первый и единственный хет-трик за сборную; восточные немцы выиграли со счётом 4:1.

### Тренерская карьера
С 1972 по 1973 год работал главным тренером берлинского «Динамо».

### Смерть
Скончался 10 февраля 2016 года в больнице Берлина в возрасте 88 лет.

## Достижения
«Динамо» (Дрезден)
- Чемпион ГДР (1) : 1952/53
- Обладатель Кубка ГДР (1) : 1951/52

«Динамо» (Берлин)
- Обладатель Кубка ГДР (1) : 1958/59